# US Open de 1984
O US Open de 1984 foi um torneio de tênis disputado nas quadras duras do USTA Billie Jean King National Tennis Center, no Flushing Meadows-Corona Park, no distrito do Queens, em Nova York, nos Estados Unidos, entre 28 de agosto a 9 de setembro. Corresponde à 17ª edição da era aberta e à 104ª de todos os tempos.

## Finais

### Profissional
| Categoria | Evento    | Campeã(s)(o/ões)                | Vice-campeã(s)(o/ões)                   | Resultado     | Chave(s)  | Chave(s)       |
| --------- | --------- | ------------------------------- | --------------------------------------- | ------------- | --------- | -------------- |
| Simples   | Masculino | John McEnroe                    | Ivan Lendl                              | 6–3, 6–4, 6–1 | principal | qualificatório |
| Simples   | Feminino  | Martina Navrátilová             | Chris Evert                             | 4–6, 6–4, 6–4 | principal | qualificatório |
| Duplas    | Masculino | John Fitzgerald Tomáš Šmíd      | Stefan Edberg Anders Järryd             | 7–6, 6–3, 6–3 | principal | principal      |
| Duplas    | Feminino  | Martina Navrátilová Pam Shriver | Anne Hobbs Wendy Turnbull               | 6–2, 6–4      | principal | principal      |
| Duplas    | Misto     | Manuela Maleeva Tom Gullikson   | Elizabeth Sayers Smylie John Fitzgerald | 2–6, 7–5, 6–4 | principal | principal      |

### Juvenil
| Categoria | Evento    | Campeã(s)(o/ões)                    | Vice-campeã(s)(o/ões)            | Resultado     | Chave(s)  | Chave(s)       |
| --------- | --------- | ----------------------------------- | -------------------------------- | ------------- | --------- | -------------- |
| Simples   | Masculino | Mark Kratzmann                      | Boris Becker                     | 6–3, 7–6      | principal | qualificatório |
| Simples   | Feminino  | Katerina Maleeva                    | Niurka Sodupe                    | 6–1, 6–2      | principal | qualificatório |
| Duplas    | Masculino | Leonardo Lavalle Mihnea-Ion Năstase | Agustín Moreno Jaime Yzaga       | 7–6, 1–6, 6–1 | principal | principal      |
| Duplas    | Feminino  | Mercedes Paz Gabriela Sabatini      | Stephanie London Cammy MacGregor | 6–4, 3–6, 6–2 | principal | principal      |